# William Trubridge

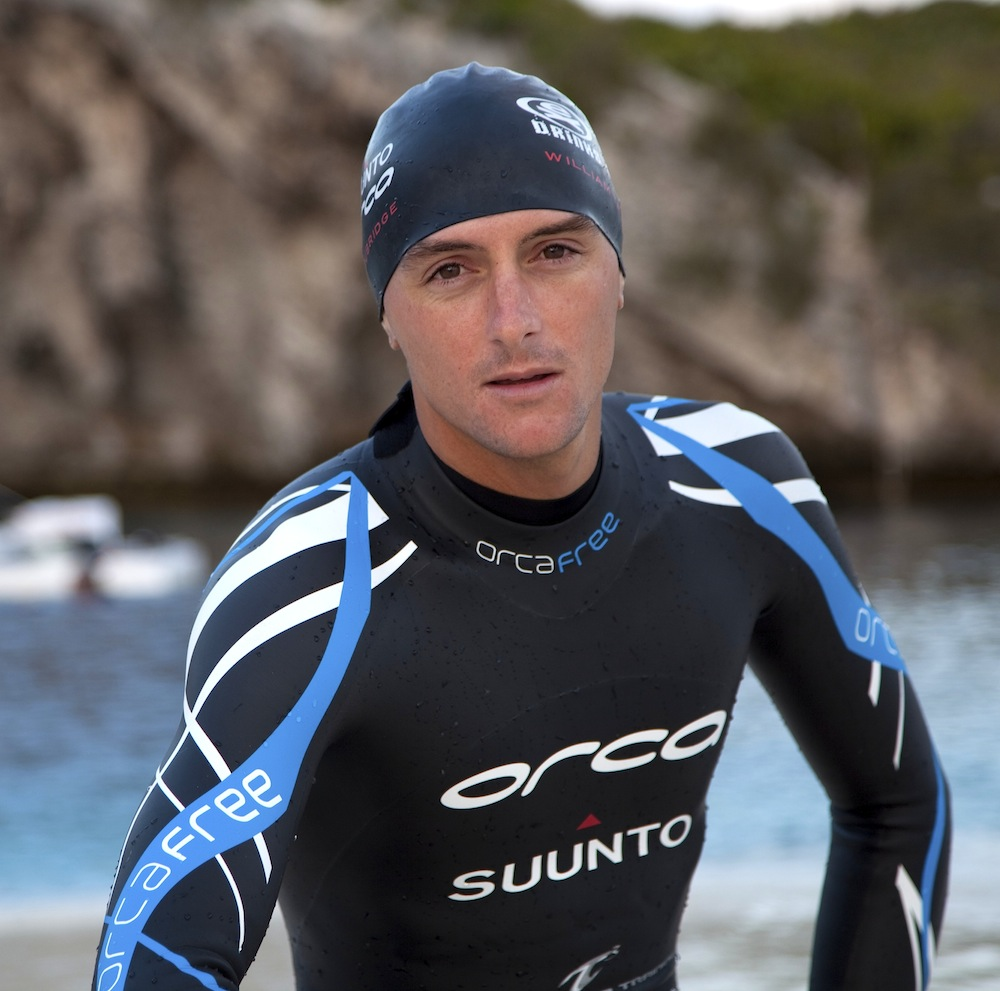
William Trubridge.

William Trubridge, född 24 maj 1980 i Storbritannien och uppväxt i Nya Zeeland, är en nyzeeländsk fridykare. 
Trubridge gjorde fridykning på 15 meter vid åtta års ålder, men först vid 23 års ålder började han på allvar satsa på fridykning. År 2014 tillbringade han största delen av året på Bahamas, där han tränade vid Deans Blue Hole.
År 2005 var Trubridge den första fridykaren att dyka ner i världens djupaste blåa hål, Deans Blue Hole på Bahamas. Trubridge tog sitt första världsrekord i april 2007 vid Deans Blue Hole på 81 meters djup och ända sedan dess har han fortsatt slå nya rekord. Från och med år 2003 slog Trubridge världsrekordet i att sjunka med konstant vikt, han lyckades sjunka ner 100 meter under ytan utan extra hjälp.
Trubridge tävlar främst inom djupdykning och år 2011 fick han högst antalet poäng under, Freediving Team's World Championships, som hölls i Okinawa, Japan. I januari samma år vann Trubridge World's Absolute Freediver Award (WAFA), där han utsågs till världens bästa fridykare med den högsta sammanlagda poängsumman i sex olika områden inom fridykning.
Trubridge är en Apnea Academy instruktör och sedan 2013 jobbar han på en fridykningsskola samt på en årlig tävling, mellan september och maj, som båda kallas för Vertical Blue och tar plats vid Deans Blue Hole på Long Island, Bahamas. Under sommaren undervisar han fridykning i Europa och tränar på Tenerife Top Training Center.